# Chathamisis ramosa
Chathamisis ramosa is een zachte koraalsoort uit de familie Isididae. De koraalsoort komt uit het geslacht Chathamisis. Chathamisis ramosa werd in 1904 voor het eerst wetenschappelijk beschreven door Hickson. 